# Platyrrhinus chocoensis
Platyrrhinus chocoensis (Alberico & Velasco, 1991) è un pipistrello della famiglia dei Fillostomidi diffuso nell'America meridionale.

## Descrizione

### Dimensioni
Pipistrello di piccole dimensioni, con la lunghezza della testa e del corpo tra 75 e 78 mm, la lunghezza dell'avambraccio tra 48 e 49 mm, la lunghezza del piede tra 14 e 15 mm, la lunghezza delle orecchie tra 18 e 20 mm e un peso fino a 32 g.

### Aspetto
La pelliccia è corta, densa e soffice. Le parti dorsali sono marroni scure con una sottile striscia dorsale più chiara che si estende dalla zona tra le spalle fino alla groppa, mentre le parti ventrali sono più chiare, con la base dei peli scura. Il muso è corto e largo. La foglia nasale è ben sviluppata e lanceolata, con la porzione anteriore parzialmente saldata al labbro superiore. Due strisce giallo-brunastre sono presenti su ogni lato del viso, la prima si estende dall'angolo esterno della foglia nasale fino a dietro l'orecchio, mentre la seconda parte dell'angolo posteriore della bocca e termina alla base del padiglione auricolare. Una lunga vibrissa è presente su ogni guancia. Le orecchie sono larghe, triangolari, ampiamente separate e con diverse pieghe poco marcate sulla superficie interna. Il trago è piccolo ed appuntito. Le membrane alari sono marroni scure e attaccate posteriormente alla base dell'alluce. I piedi sono ricoperti di peli mediamente densi. È privo di coda. L'uropatagio è ridotto ad una sottile membrana lungo la parte interna degli arti inferiori, con il margine libero leggermente frangiato e a forma di U' rovesciata. Il calcar è corto.

## Biologia

### Alimentazione
Si nutre di frutta.

## Distribuzione e habitat
Questa specie è diffusa nelle regioni del Chocó in Colombia e nell'Ecuador nord-occidentale.

## Conservazione
La IUCN Red List, considerato il severo declino della popolazione, stimato in oltre il 50% negli ultimi 10 anni a causa del degrado e della distruzione del proprio habitat, classifica P.chocoensis come specie in pericolo di estinzione (Endangered).